# Ford Granada (Amérique du Nord)
Pour un véhicule sans rapport commercialisé sous le même nom en Europe, voir Ford Granada
Pour les articles homonymes, voir Granada.
La version nord-américaine de la Ford Granada est une gamme de berlines fabriquées et commercialisées par Ford en Amérique du Nord. Deux générations de cette gamme de modèle ont été vendues de 1975 à 1982. Développée comme remplaçante originale de la Ford Maverick, la Granada partage son nom avec la Ford Granada phare de Ford Europe. La gamme de modèles a été commercialisée en tant que véhicule compact de luxe, élargissant ce segment aux États-Unis.
La première génération de la Granada était une berline compacte, insérée dans la gamme des berlines Ford entre la Maverick et la Ford Torino, puis les Ford Fairmont et Ford LTD II qui les ont remplacées . La deuxième génération était une berline intermédiaire, insérée au côté de la Fairmont et de la LTD. Pour l'année modèle 1983, la Granada a subi une révision de mi-cycle, prenant à cette occasion le nom de Ford LTD. Cette série a finalement été remplacée par la Ford Taurus en 1986.
Au total, plus de deux millions d'exemplaires de la Ford Granada ont été produits pour le marché américain. La première génération était produite par Mahwah Assembly et l'usine de montage du Michigan et la deuxième génération par Atlanta Assembly et Chicago Assembly.

## Contexte
Bien que destiné à l'origine à remplacer la Ford Maverick, les travaux de conception de la Ford Granada ont précédé la crise du carburant de 1973,. En 1969, alors que les Ford Falcon s'apprêtent à tirer leur révérence, Ford a commencé des recherches prévoyant l'émergence du segment des compactes de luxe, entraîné par les prix de l'essence, la demande des familles avec plusieurs véhicules et la difficulté des voitures full-size dans le trafic urbain. En 1970, débute le travail de conception sur un prototype de véhicule, devenant plus tard la Granada de production. Dans ce qui deviendra plus tard un thème central du marketing de la Granada, Ford s'est inspiré de la Mercedes-Benz 280 (W114) en l'utilisant comme base pour le style et les dimensions. Ford avait également envisagé d'importer la Ford Granada produite par Ford Europe, alternative rejetée en raison du coût prohibitif.
Pour élargir son potentiel de vente d'automobiles efficientes en carburant, la Ford Granada a été redéveloppée avant son lancement, devenant ainsi une gamme de modèles compacts complémentaires aux Maverick et Torino. Bien que n'étant pas destinée à être une concurrente directe aux berlines de luxe européennes (telles que les Mercedes-Benz ou BMW), Ford avait l'intention de vendre la Granada, considérée comme une compacte, à des acheteurs à la recherche d'une voiture plus petite que les intermédiaire plus grandes ou full-size tout en voulant conserver les mêmes caractéristiques de confort et de commodité pour les acheteurs.

## Première génération (1975-1980)
La première génération de la Granada a été introduite pour l'année modèle 1975, située entre la Maverick et la Torino dans l'offre commerciale de Ford. Initialement conçue en tant que successeur de la Maverick, le développement de la Granada a été fortement influencé par la crise pétrolière de 1973. En réponse à la demande accrue d'automobiles du segment compact, Ford a continué la production de la Maverick (jusqu'à l'année modèle 1977) ; tandis que la Granada a été repositionnée en tant que véhicule haut de gamme dans ce segment.
Dans sa forme la plus basique, la Ford Granada offrait quelques fonctionnalités standard par rapport à la Maverick y compris la direction manuelle, les freins non assistés et une transmission manuelle sur colonne. Pour permettre un haut degré de personnalisation par le propriétaire, la liste des options de la Granada était longue, ajoutant de nombreuses fonctionnalités traditionnellement incluses sur les Ford Gran Torino et Ford LTD.

### Châssis
La Ford Granada tire son châssis à propulsion arrière de la Ford Falcon de 1960-1965, donnant effectivement à la gamme des modèles une similitude mécanique avec les Ford Mustang et Mercury Cougar de première génération. En conservant l'utilisation de la construction monocoque, la Granada était équipée d'une suspension avant à ressort hélicoïdal et celle de l'essieu arrière est à ressorts à lames, contrairement aux plus grandes berlines de Ford. Les deux carrosseries de la Ford Granada ont un empattement de 109,9 pouces, dérivé de la Ford Maverick quatre portes.
Alors que la Granada était en grande partie d'une feuille blanche, la partie avant du plancher de la Maverick a été adoptée dans la structure monocoque, ainsi que des éléments de la direction et de la suspension.
Les freins standard de la Ford Granada étaient à disques sur les roues avant (diamètre de 11 pouces) et à tambour à l'arrière (10 pouces). Des freins à disque aux quatre roues étaient disponibles en option, proposés avec un système antiblocage optionnel (commercialisé sous le nom de freins « antidérapants »), alimentés par un système hydraulique central.
La Ford Granada était équipée de série d'un moteur six cylindres en ligne de 200 pouces cubes, avec en option un moteur six cylindres en ligne de 250 pouces cubes. Partagé avec la Maverick, le V8 Windsor 302 était offert en option et le V8 Windsor 351 était une option uniquement pour la Granada. Une transmission manuelle à trois vitesses (sur colonne ou sur plancher) était standard, avec en option une transmission automatique à trois vitesses (standard sur les modèles avec moteur V8 351) ; une boîte manuelle à quatre vitesses a été introduite en 1976.

### Carrosserie
La Ford Granada de première génération était proposée sous forme de berline quatre portes et de coupé deux portes ; il n'y avait ni break ni cabriolet. En rupture avec le design « en bouteille de Coca-Cola » de la Ford Maverick, la Granada a adopté une combinaison d'éléments de design américains et européens, avec des flancs plus rectilignes. La ligne de toit de la berline quatre portes, ainsi que la proportion des feux arrière et de la calandre, ont été fortement influencées par celles des Mercedes-Benz. Les modèles deux portes ont reçu une ligne de toit distincte ; les vitres latérales trapézoïdales avec des fenêtres d'opéra dans le pilier B / C était une caractéristique utilisée plus tard dans la Ford Thunderbird, le coupé Ford Fairmont Futura, la Ford LTD 2 portes, la Ford LTD II et tous leurs homologues badgés Mercury.
Bien que conçue indépendamment de la Ford Granada américaine, la Ford Granada Mark II européenne (produite de 1977 à 1982) adopterait des caractéristiques de conception similaires à celles de son homologue américain quatre portes, y compris la ligne de toit et le carénage arrière.
Pour l'année-modèle 1978, l'extérieur de la Ford Granada a subi une révision de mi-cycle, se concentrant sur le carénage avant. En plus d'un design de calandre révisé, les phares ronds ont été remplacés par des unités rectangulaires empilées au-dessus des lentilles des clignotants (pour mieux correspondre au design de la Ford LTD II et de la Mercedes-Benz W114). Le carénage arrière a reçu des lentilles de feux arrière révisées et une garniture du panneau central révisée si elle est équipée de cette option. Dans l'intérêt de l'aérodynamique, les rétroviseurs latéraux sont passés de rectangulaires à ovales.

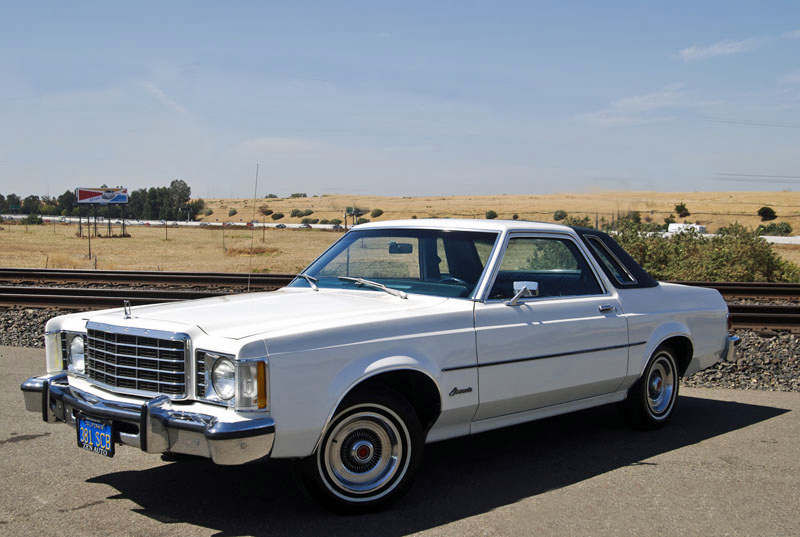
Granada Ghia coupé de 1977
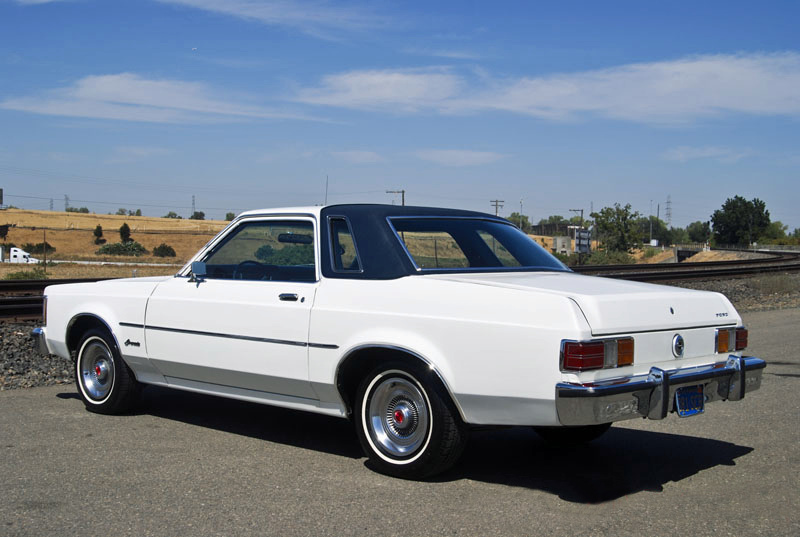
Granada Ghia coupé de 1977
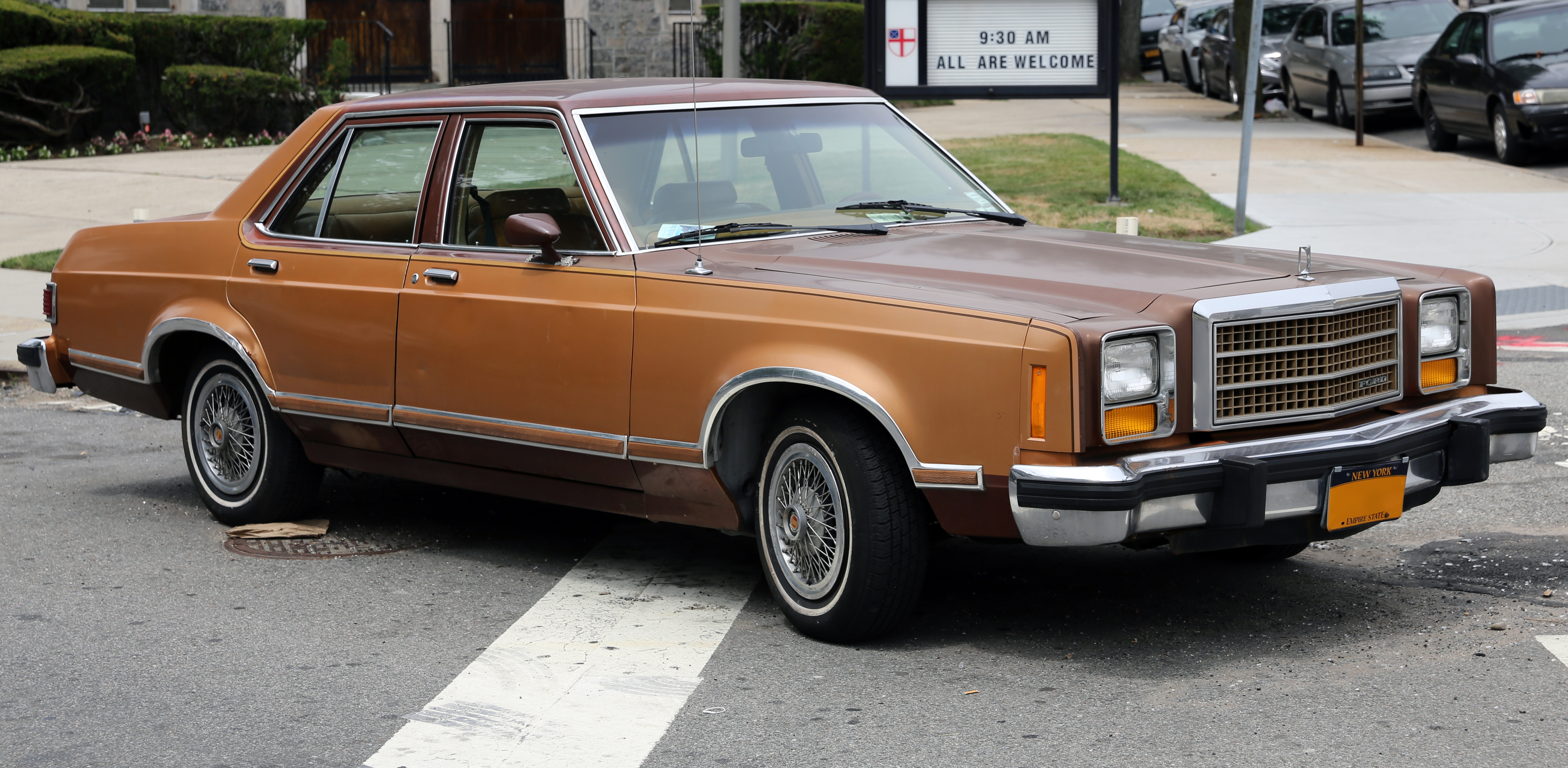
Granada berline de 1980
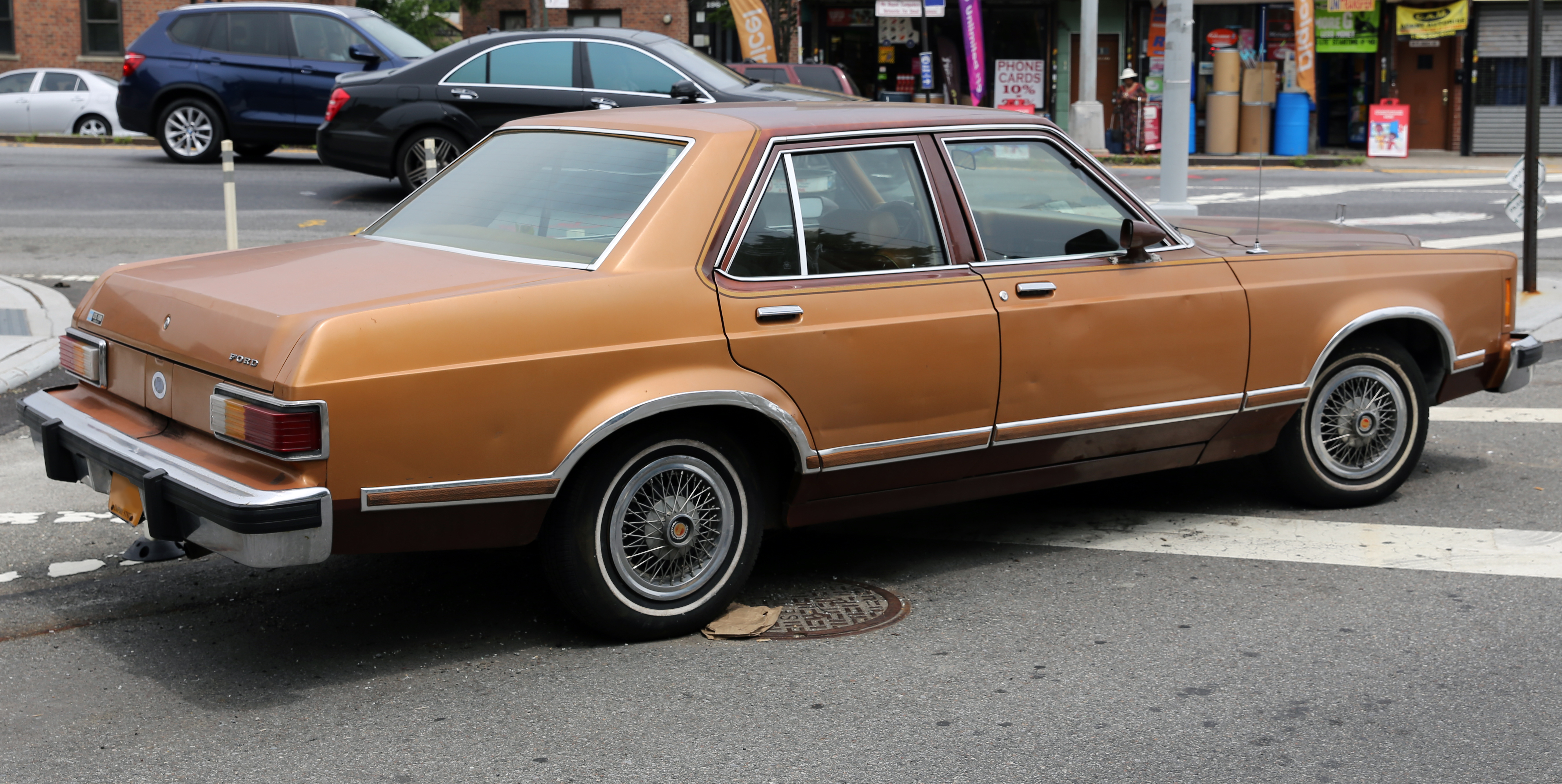
Granada berline de 1980

### Finition
En plus du niveau de finition de base dépourvu de nom produit pendant les années modèles 1975 à 1980, Ford proposait trois niveaux de finition supplémentaires au cours de la production des Ford Granada de première génération. En rupture avec la nomenclature Ford, deux niveaux de finition de la Ford Granada ont partagé leurs noms avec les mêmes équivalents sur la Mercury Monarch.
Au cours des années modèles 1976 à 1977, la Granada était vendue dans une version Sports Coupe (l'équivalent sur la Monarch était la Monarch S),. En plus des améliorations esthétiques (jantes stylisées en acier, bandes extérieures, sièges baquets et garnitures intérieures), la Sports Coupe a reçu une suspension robuste et des freins avant plus larges. Il y a eu une variante de la Granada Sports Coupe de 1977½, produite de mai 1977 à la fin de l'année modèle, avec moulures noircies, garnitures, feux arrière et sélections de couleurs modifiées.
En remplacement de la Sports Coupe, Ford a présenté la Ford Granada ESS, produite de 1978 à 1980 (Mercury a également vendu une Monarch ESS). Distinguée par sa garniture extérieure noircie, la Granada / Monarch ESS présentait des sièges baquets avec un levier de vitesses au sol en équipement de série (même si une banquette était en option). L'option ESS comprenait des enjoliveurs de couleur assortie de série (les roues stylisées en acier étaient en option) et des auvents uniques pour les fenêtres d'opéra des coupés. Dans le cadre de la commercialisation de la finition ESS, Ford faisait comparaitre visuellement la Granada à la Mercedes-Benz W123,.
Le niveau de finition haut de gamme de la Grenade était la Granada Ghia (partagée avec son homologue européenne et la Mercury Monarch). Extérieurement distinguée par un toit en vinyle, la Ghia a reçu un intérieur amélioré ; avec des sièges en tissu ou en cuir proposés en option, ainsi qu'un tableau de bord incorporant du bois.
Ford n'a pas offert d'équivalent de la Mercury Grand Monarch Ghia pour la Ford Granada de 1975 à 1976; la finition a été reconditionnée sous le nom de Lincoln Versailles pour 1977.

## Deuxième génération (1981-1982)
Pour l'année modèle 1981, Ford a présenté une deuxième génération de la Granada. Insérée entre la Fairmont et la LTD dans la gamme des modèles Ford, la Granada a été repensée en tant que version haut de gamme de la Fairmont, dont elle partage les châssis et carrosseries. Alors que la gamme du modèle se déplaçait vers le segment plus haut des voitures de taille moyenne, ses dimensions extérieures diminuent. Bien que beaucoup moins radicale que la réduction appliquée à la Ford LTD de 1979 par rapport aux versions précédentes, la Granada de 1981 a perdu un pouce de longueur, quatre pouces d'empattement et environ 300 livres de poids à vide (variant en fonction du groupe motopropulseur).
Pour l'année modèle 1983, dans le cadre d'un réalignement majeur des gammes des produits Ford et Mercury, le nom Granada a été retiré. Dans le cadre d'une révision de mi-cycle, la gamme des modèles a effectivement continué en tant que nouvelle Ford LTD (la LTD Crown Victoria restant une berline full-size).
Après l'année modèle 1986, la Ford LTD de taille moyenne sera remplacée par la Ford Taurus alors que Ford fabriquait désormais des berlines intermédiaires à traction avant.

### Châssis
La Ford Granada de deuxième génération est basée sur la plate-forme Fox à propulsion arrière de Ford, partageant son empattement de 105,5 pouces avec la Ford Fairmont et la Mercury Zephyr.
Avec le passage depuis le châssis de la Ford Falcon (datant de 1960) vers le nouveau châssis Fox, les systèmes de suspension et de direction ont été modernisés. Comme tous les véhicules à plate-forme Fox, la Granada de deuxième génération utilisait une suspension avant à jambes de force MacPherson (remplaçant la suspension à bras court / long) avec un essieu arrière à ressorts hélicoïdaux (remplaçant les ressorts à lames). Un système de direction à crémaillère a été introduit, remplaçant l'ancien système à recirculation de billes. Les freins assistés sont devenus un équipement standard ; les freins à disque aux quatre roues et le système antiblocage n'étant plus en option.
Partagé avec la Fairmont, le moteur quatre cylindres en ligne Lima de 2.3L était le moteur par défaut, avec en option un moteur six cylindres en ligne de 3,3L (six cylindres 200 de Ford, sous désignation métrique). Pour 1982, le six cylindres en ligne a été remplacé par un V6 Essex 3,8 L de Ford. Un V8 de 4,2 L est devenu une option (remplaçant le V8 de 4,9 L de la Fairmont). Alors qu'une transmission automatique était standard pour tous les moteurs, le moteur de 2,3 L était disponible avec une transmission manuelle à 4 vitesses.

### Carrosserie
La Ford Granada de deuxième génération était proposée en trois styles de carrosserie. Pour 1981, la Granada a été présentée en tant que berline quatre portes et berline deux portes (remplaçant le coupé précédent). Pour 1982, un break cinq portes a été introduit (cette carrosserie est issue de la gamme Fairmont).
En rupture avec la génération précédente, la deuxième génération de Granada s'est éloignée du style d'influence européenne, partageant de nombreux éléments de design visibles avec la Fairmont (y compris les portes). Pour distinguer les deux gammes de modèle, la Granada a reçu une ligne de toit formelle de style notchback (pour les berlines deux et quatre portes) sans glace de custode après les portières. Les carénages avant et arrière ont été conçus en harmonie avec les plus gros véhicules de Ford.

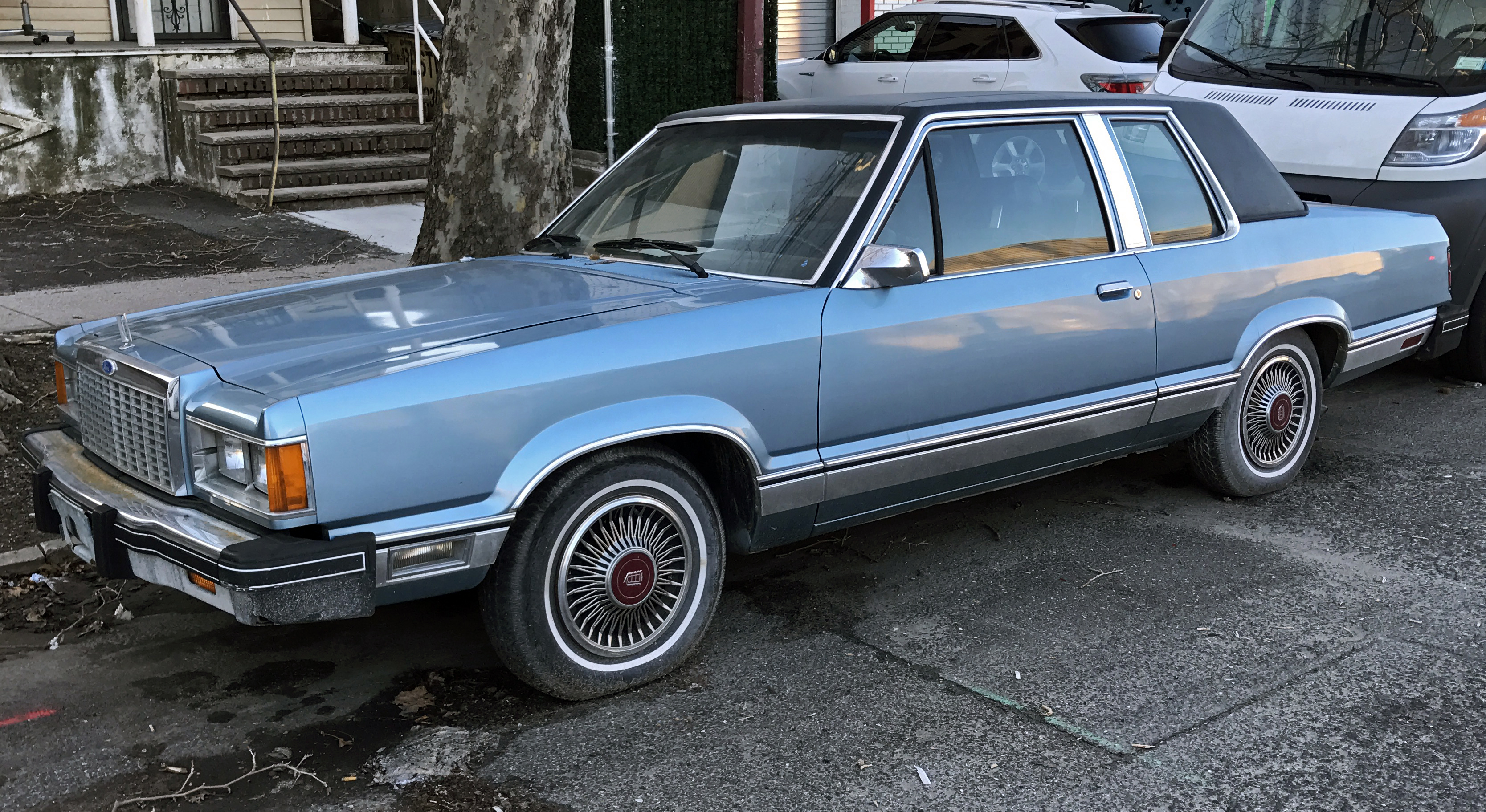
Granada L berline deux portes de 1982
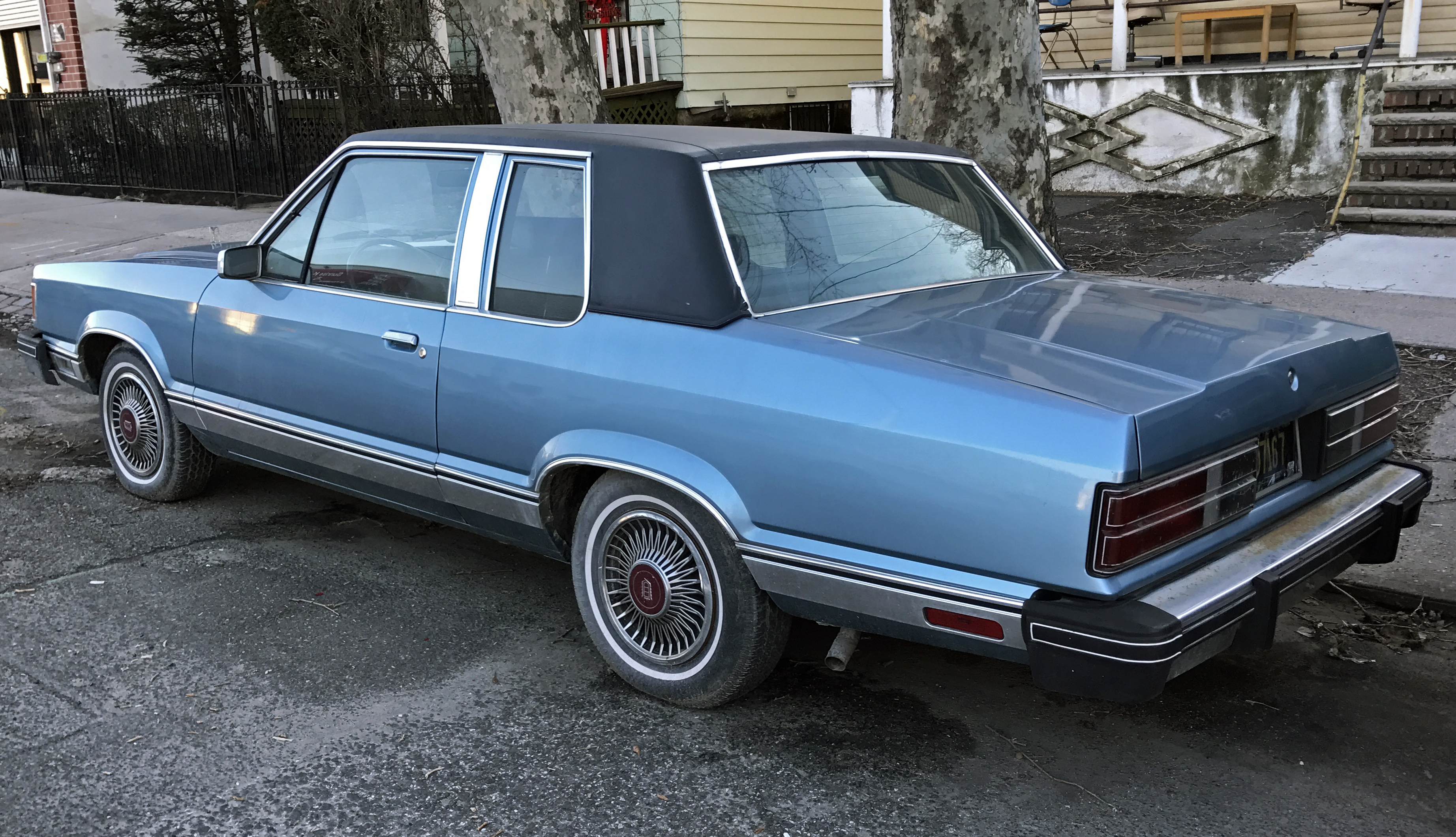
Granada L berline deux portes de 1982
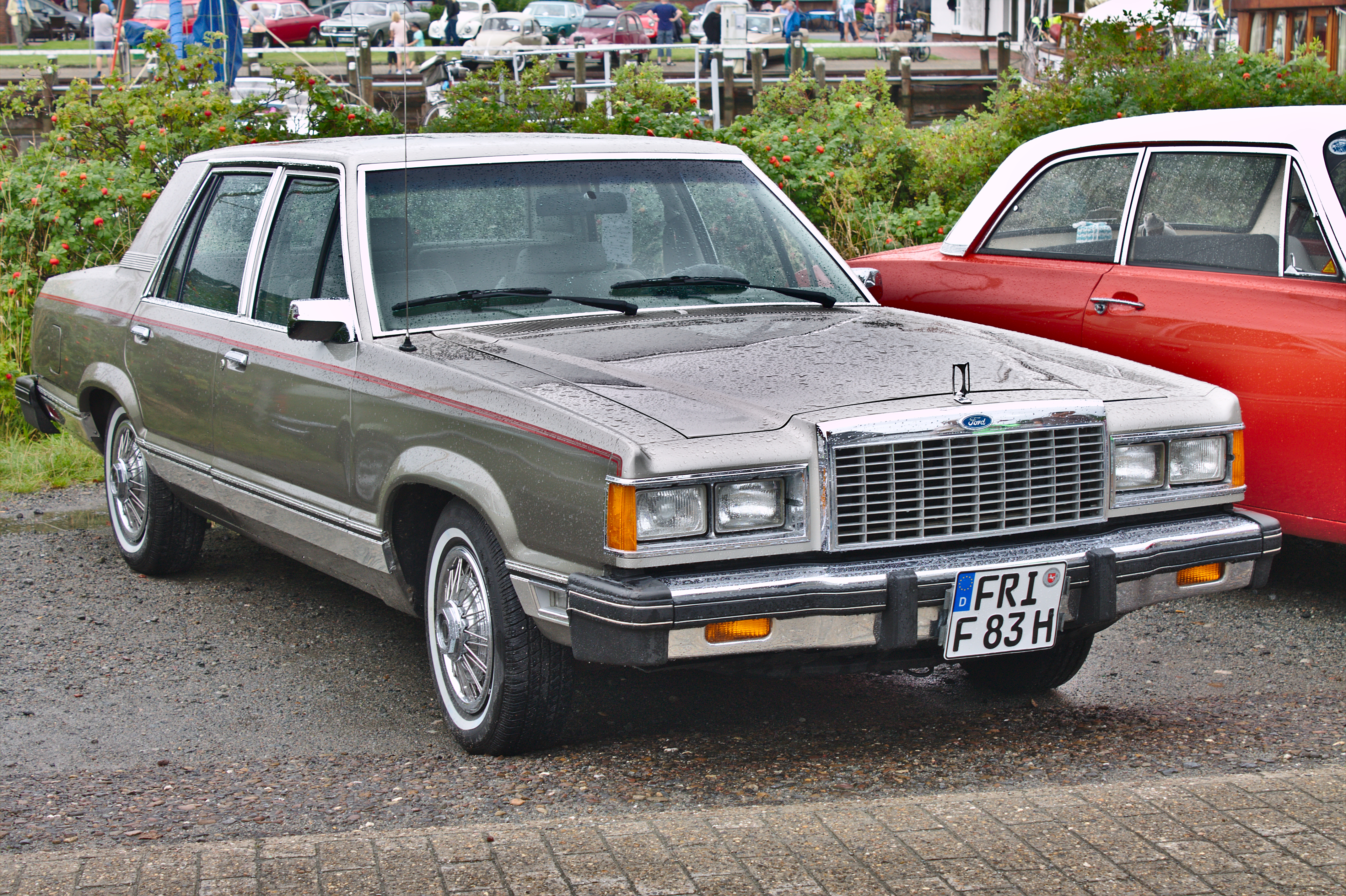
Granada GL berline quatre portes de 1982
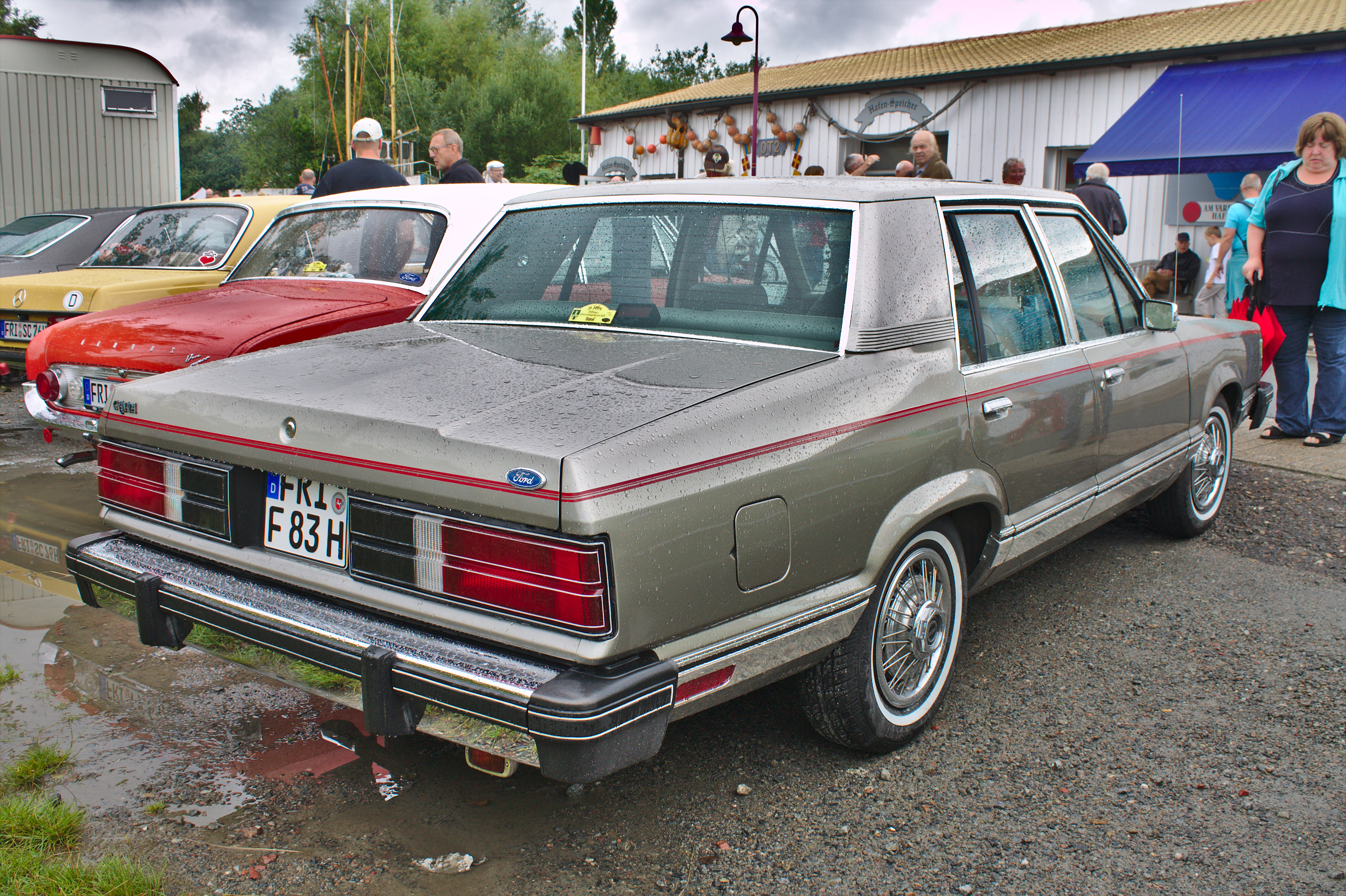
Granada GL berline quatre portes de 1982

### Finition
La Ford Granada de deuxième génération était proposée en trois niveaux de finition, dans la même ligne que d'autres véhicules Ford des années 1980 (y compris la Ford Escort, la Ford Tempo et la Ford Taurus plus tardives). La finition de base était la Granada L, avec la Granada GL au niveau intermédiaire. Remplaçant efficacement à la fois la Granada ESS et la Ghia, la Granada GLX était le meilleur niveau de finition.

### Retour du logo Ovale Bleu
À titre de note historique mineure, la Ford Granada de 1982 a été parmi les premiers véhicules américains de Ford à marquer le retour du logo extérieur Ovale Bleu de Ford. Bien que gravé sur les garnitures de seuil de porte des voitures de la division Ford (et de la gamme Continental Mark) depuis de nombreuses années, le logo Ovale Bleu était absent de l'extérieur des véhicules d'Amérique du Nord depuis les années 1930. Le logo Ovale Bleu est largement resté utilisé comme logo d'entreprise dans la documentation commerciale, les publicités, les manuels du propriétaire et sur les enseignes des concessionnaires.
À partir de 1976, le logo Ovale Bleu a fait son retour sur les voitures et les camions produits par Ford Europe et Ford Australie. Pour 1983, la Ford Fairmont (dans sa dernière année modèle) et la Ford Thunderbird (produite avec ses propres emblèmes extérieurs) étaient les dernier modèles sans le logo Ovale Bleu en Amérique du Nord.

## Variantes
Au cours de sa production de 1975 à 1982, des dérivées de la Ford Granada nord-américaine ont également été commercialisées par Lincoln-Mercury, la division vendant trois homologues ce modèle. La première génération a été vendue sous le nom de Mercury Monarch et Lincoln Versailles ; la deuxième génération est commercialisée sous le nom de Mercury Cougar (remplaçant la Monarch) puis Marquis tandis que la Versailles n'est pas renouvelée.

### Mercury Monarch (1975-1980)

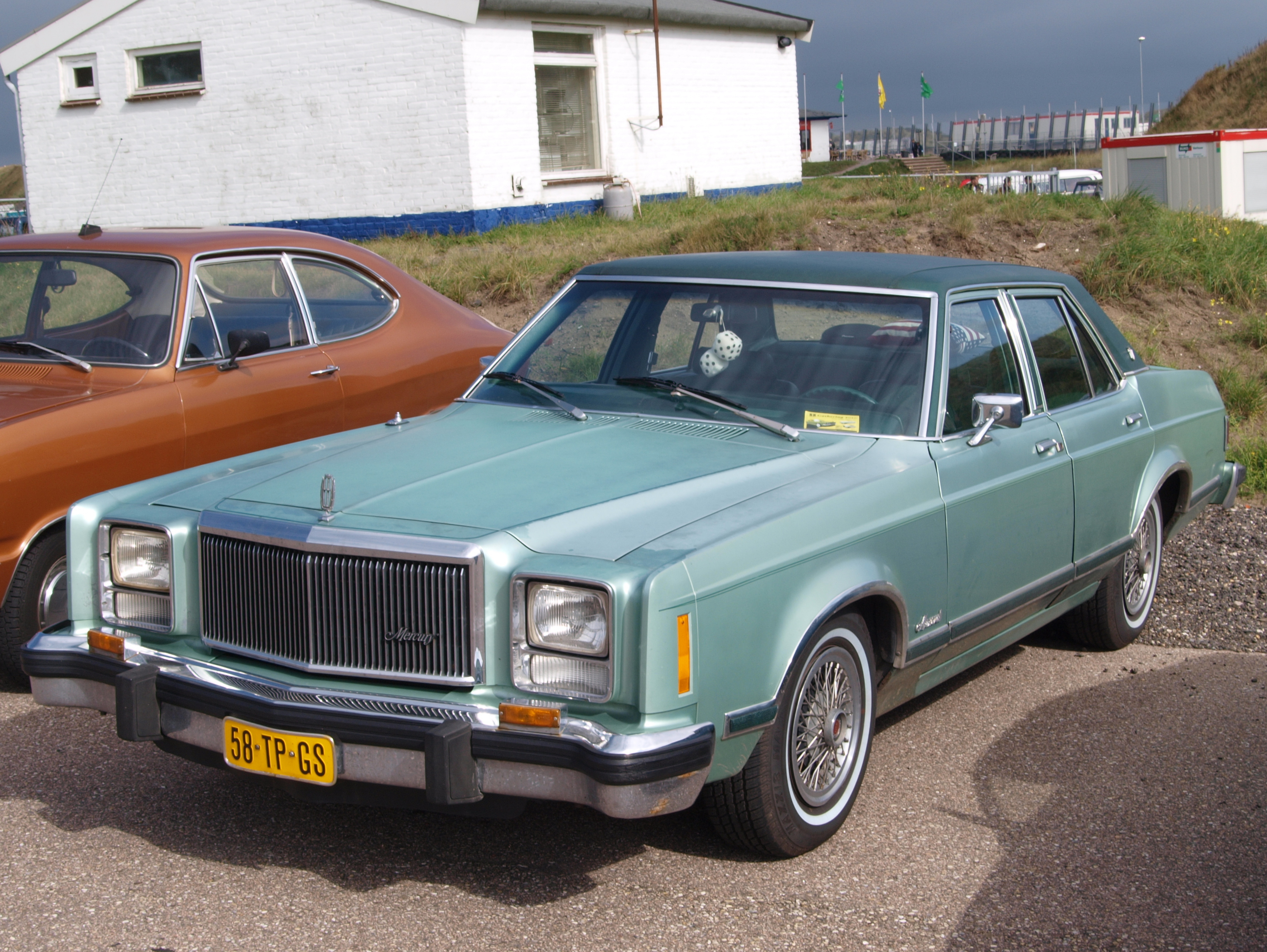
Mercury Monarch de 1979

Introduite aux côtés de la Ford Granada en 1975, la Mercury Monarch a été insérée au-dessus de la Mercury Comet mécaniquement similaire à la Ford Maverick. Presque identique à la Granada extérieurement, la Monarch a reçu sa propre calandre, sa propre garniture de carénage et un intérieur distinct. La nomenclature des finitions était commune aux deux gammes, les deux étant proposées en version haut de gamme Ghia.
En tant que modèle exclusif à Mercury, la Grand Monarch Ghia était commercialisée en tant qu'équivalent compact de la (beaucoup plus grande) Mercury Grand Marquis, avec toutes les fonctionnalités disponibles dans cette dernière en équipement standard. Pour 1977, la Grand Monarch Ghia a disparu de la gamme Mercury, étant reconditionnée devenant la Lincoln Versailles.

### Mercury Cougar (1981-1982)

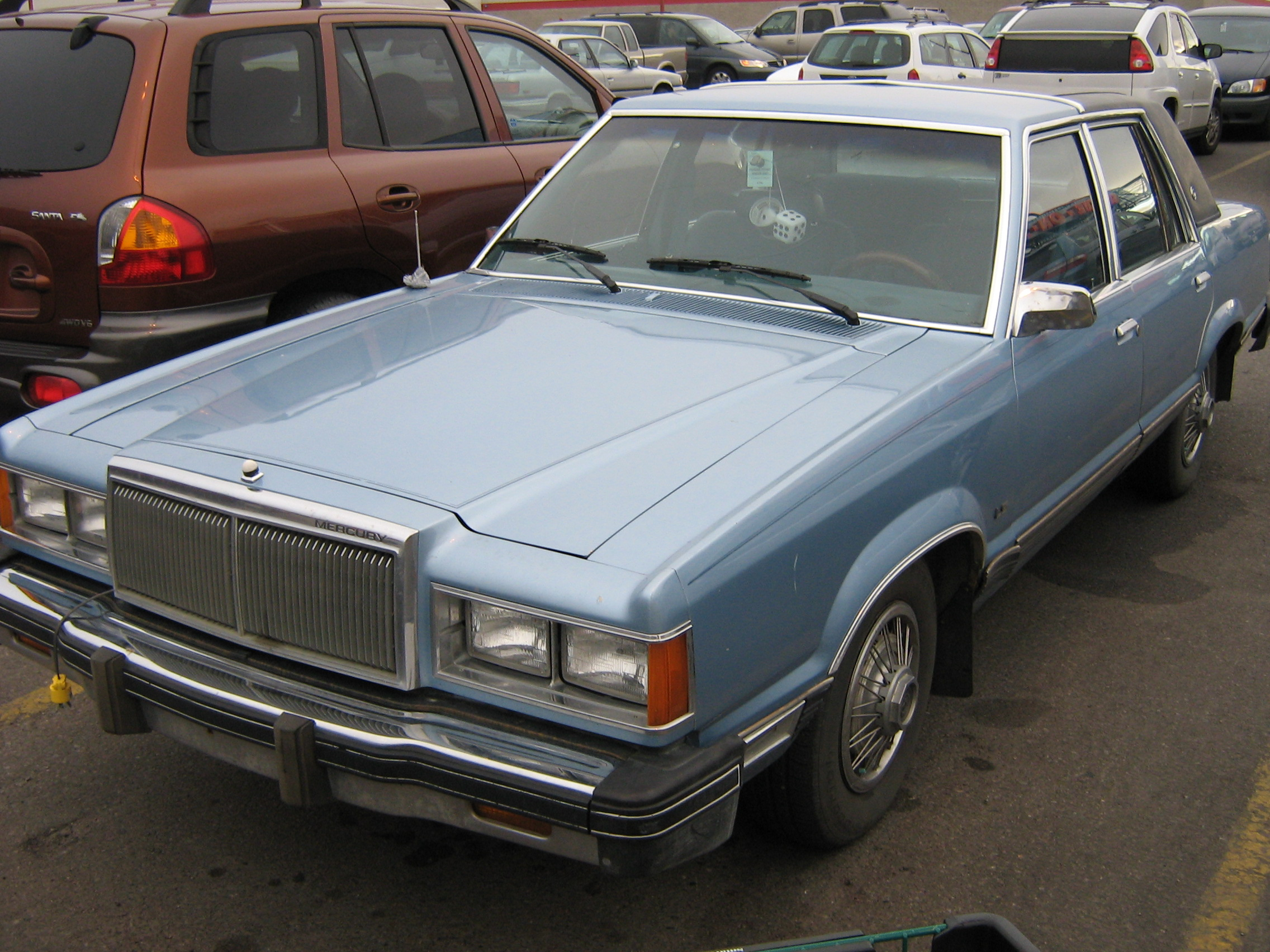
Mercury Cougar LS de 1981

En 1980, pour sa cinquième génération, Mercury a déplacé la Cougar depuis le châssis de la Ford Torino intermédiaire vers le châssis Fox Ford de taille moyenne, en réduisant la gamme de modèles au seul coupé Cougar XR7. Commercialisé aux côtés de la Ford Thunderbird de 1980, ce modèle en réduction a été mal accueilli sur le marché, les ventes de Cougar s'effondrant en 1980, chutant de près de 65% par rapport à 1979.
Pour 1981, Mercury a complété la Cougar coupé XR7 par toute une gamme d'automobiles de taille moyenne. Remplaçant la Monarch, la Cougar de 1981 a ajouté des berlines deux et quatre portes à sa gamme de modèles en tant qu'homologues Mercury de la Granada et un break Cougar a été introduit (adopté de la Mercury Zephyr) pour 1982.
Dans la lignée de la Monarch de la génération précédente, la berline / break Cougar était presque extérieurement identique à ses homologues Ford Granada (ne différant que par les calandres, les feux arrière et les badges). La Cougar / Cougar XR7 de 1980 à 1982 a marqué l'introduction de la nomenclature de finition GS / LS pour Mercury, utilisée depuis les années 1980 jusqu'au début des années 2000.
Pour 1983, Mercury a divisé la Cougar en deux gammes de produits distinctes. Après une refonte complète de l'extérieur, la Cougar XR7 a conservé l'inscription Cougar ; dans la lignée de la Granada devenant la Ford LTD, les berline et familiales Cougar ont subi une révision moins approfondie, reconditionnées sous le nom de Mercury Marquis. Alors que Ford fabriquait désormais des gammes de modèles à traction avant, la Cougar / Marquis a finalement été remplacée par la Mercury Sable en 1986.

### Lincoln Versailles (1977-1980)

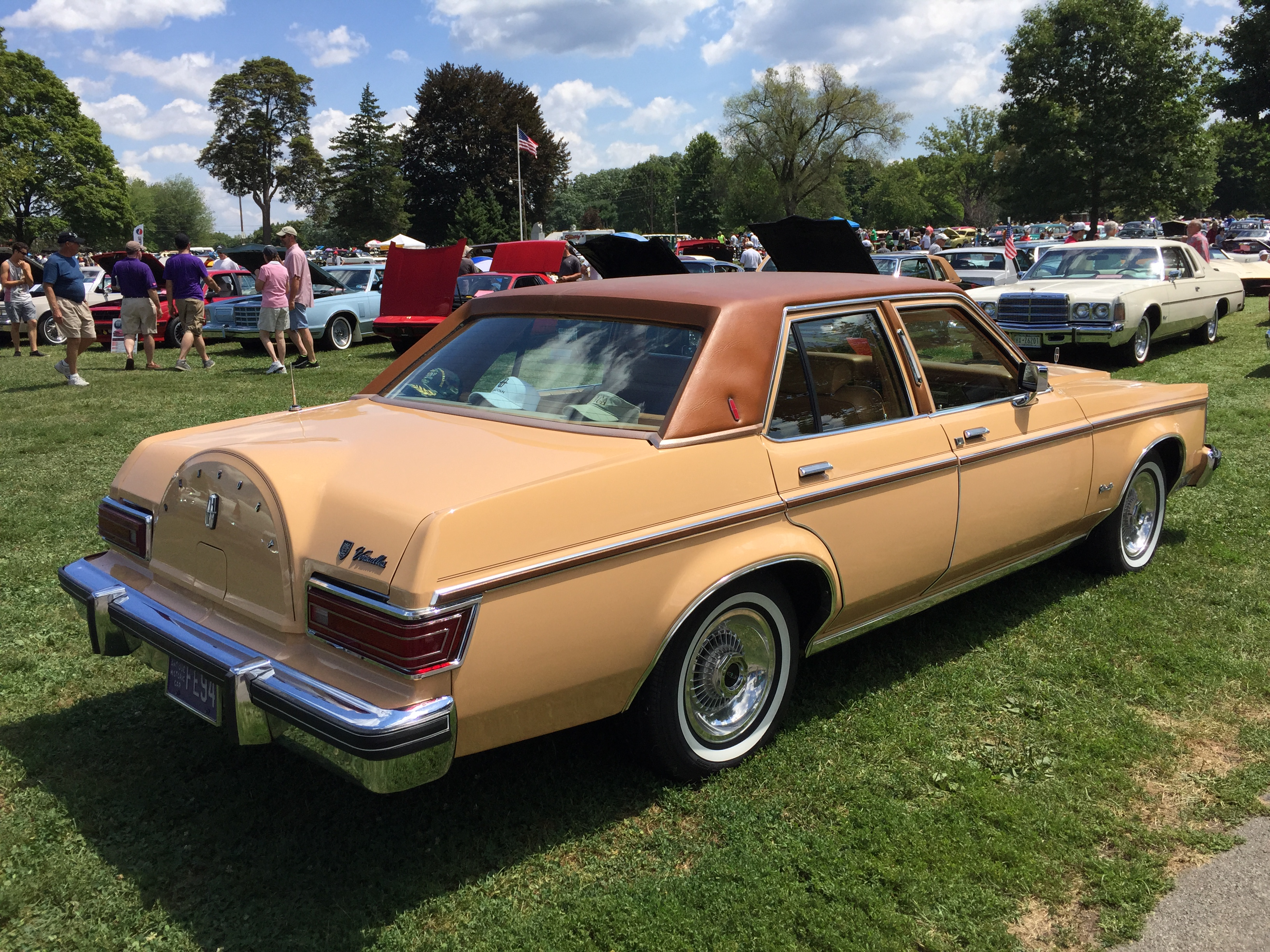
Lincoln Versailles de 1977.

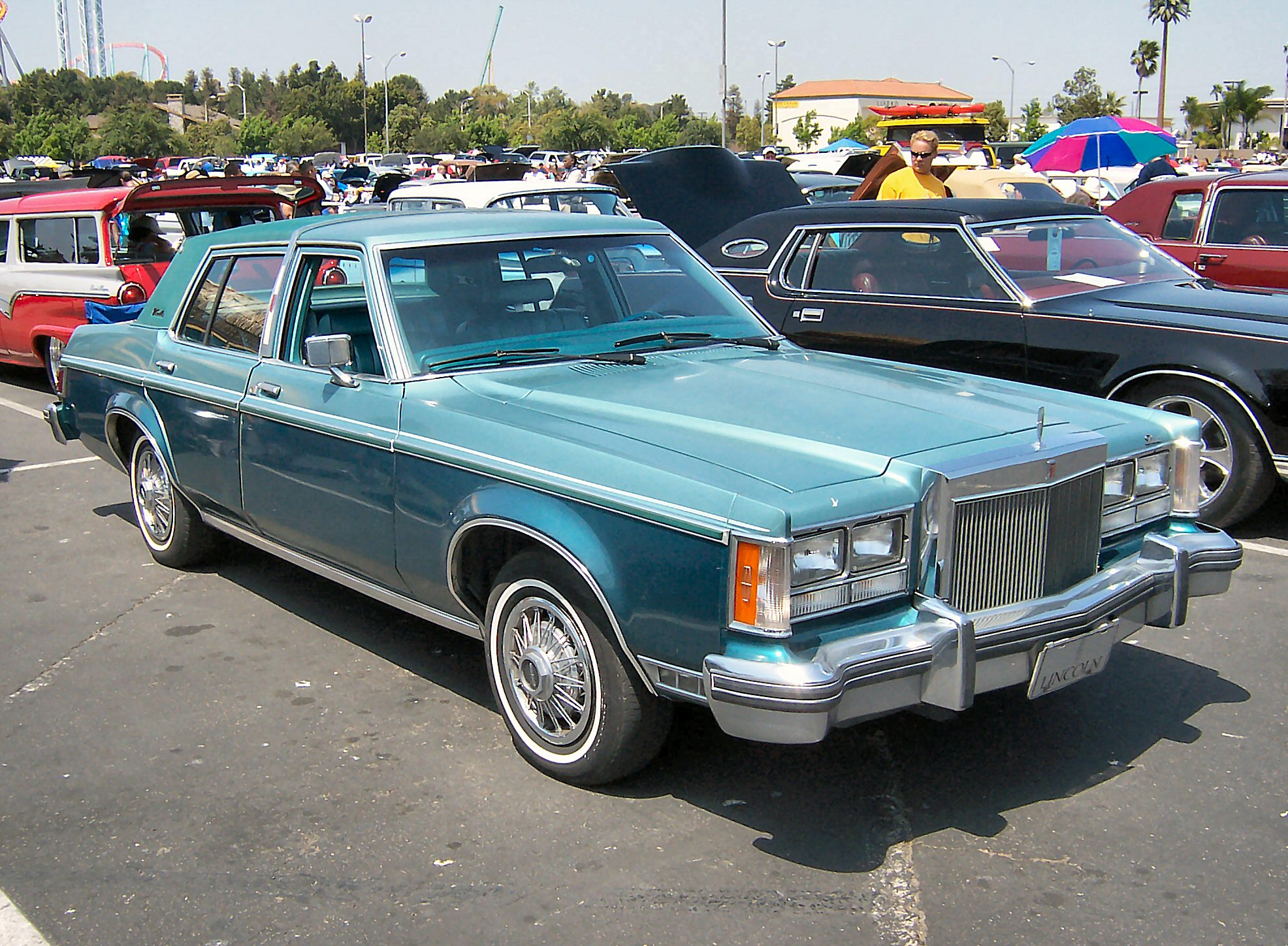
Lincoln Versailles, seconde variante.

Pour 1977, Lincoln-Mercury a reconditionné la Mercury Grand Monarch Ghia (une voiture personnelle de Henry Ford II) en tant que Lincoln Versailles. Première Lincoln en 17 ans à ne pas porter le nom de Continental, la Versailles a été développée en réponse à la Cadillac Seville berline de luxe compacte / intermédiaire. Dans la lignée de son homologue de Cadillac, bien que ce soit la plus petite Lincoln jamais produite à l'époque, la Versailles était le véhicule le plus cher vendu par la division, soumis à un régime de contrôle de qualité strict lors de l'assemblage et incluant presque toutes les fonctionnalités disponibles en équipement standard. Dans une première pour l'industrie automobile américaine, la Lincoln Versailles était assemblée avec une peinture vernie et des phares halogènes.
Aux côtés de la Cadillac Cimarron plus tardive, la Lincoln Versailles est considérée comme l'un des exemples les plus controversés de modèle rebadgé dans l'industrie automobile. Bien que vendue dans les mêmes concessions Lincoln-Mercury que la Mercury Monarch, la Versailles coutait deux fois plus chère que son homologue de Mercury bien qu'elle fût presque impossible à distinguer de la Monarch (elle-même, presque identique à une Granada) à l'exception de ses phares halogènes, de sa finition vernie et de son couvercle de coffre incorporant une roue de secours factice de style Continental. À partir de 1979, une nouvelle ligne de toit "notchback" plus carrée aux portières arrière, avec un revêtement en vinyle de série et un jonc chromé en toiture seront introduits pour davantage de distinction.
Se vendant bien en deçà des prévisions, la Versailles a été retirée au début de l'année modèle 1980.

## Production
| Production de la Ford Granada (1975-1982) | Production de la Ford Granada (1975-1982) |
| Année                                     | Production                                |
| ----------------------------------------- | ----------------------------------------- |
| 1975                                      | 302,658                                   |
| 1976                                      | 548,784                                   |
| 1977                                      | 390,579                                   |
| 1978                                      | 249,786                                   |
| 1979                                      | 182,376                                   |
| 1980                                      | 90,429                                    |
| 1981                                      | 121,341                                   |
| 1982                                      | 120,383                                   |
| Total                                     | 2,006,276                                 |

## Ford Granada au Venezuela (1983-1985)
Les versions de la Ford LTD d'Amérique du Nord de 1983-1986 fabriquées au Venezuela ont continué à utiliser le nom Granada avec des versions haut de gamme à badges Elite,.